# Caym

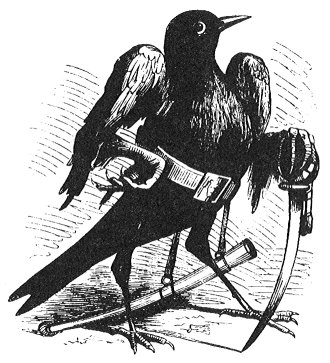
Caym dépeint dans le Dictionnaire Infernal de Collin de Plancy.

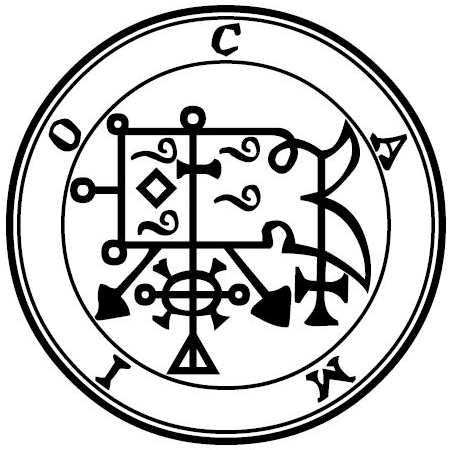
Le sceau de Caym selon Mathers.

Caym ou Caim est un démon issu des croyances de la goétie, science occulte de l'invocation d'entités démoniaques. 
Le Lemegeton le mentionne en 53e position de sa liste de démons. Selon l'ouvrage, Caym est un grand président des Enfers. Il se présente sous la forme d'un merle ou d'une grive. Il peut prendre forme humaine, portant un sabre effilé. Il répond aux invocations effectuées dans des cendres ardentes ou du charbon en feu. Il est éloquent et enseigne la compréhension du chant des oiseaux, du beuglement des bœufs, de l'aboiement des chiens et de la voix des eaux. Il donne de vraies réponses en ce qui concerne l'avenir. Il est à la tête de 30 légions infernales.
La Pseudomonarchia Daemonum le mentionne en 41e position de sa liste de démons et lui attribue des caractéristiques similaires.
Il est également un des personnages d'In Nomine Satanis/Magna Veritas (jeu de rôle) où il est le prince-démon des animaux.